# نسرين الصفتي
نسرين الصفتي (بالأيرلندية: Naisrín Elsafty) ـ (ولدت في مقاطعة غالواي سنة 1989) هي مغنية وطبيبة أيرلندية مصرية، من أبرز داعمي لون «شون-نوس» (بالأيرلندية: sean-nós) الغنائي في أيرلندا، وهو لون محلي من الغناء يعتمد على قدرات المغني الصوتية ولا يصاحبه عزف موسيقي.
نشأت الصفتي في بيئة متعددة الثقافات، في بيت يتحدث أهله الأيرلندية والإنجليزية جنبًا إلى جنب، والتحقت وإخوتها بمدارس محلية، فأتقنوا الأيرلندية والإنجليزية. والدها طبيب مصري يعمل ممارسا عاما في غالواي هو صابر الصفتي، ووالدتها تيريسا نا خينافاين (التي تعرف إليها والدها إبان عملهما في الدنمارك) وهي مغنية أيرلندية معروفة تغني اللون المحلي ذاته، كما تؤدي أختها «روشين» ذلك اللون الغنائي.

## حياتها المهنية
درست نسرين وشقيقتها زهرة الطب، حيث تخصصت زهرة في أمراض النساء والتوليد، بينما تخصصت نسرين في جراحة الأذن والأنف والحنجرة، التي تدربت عليها في العاصمة الأيرلندية دبلن، وتقول إن غناءها للون «شين نوس» أفادها كثيرًا في عملها الجراحي، إذ اكتسبت الثقة أثناء عملها الجراحي من تجربتها في الوقوف على المسرح والغناء أمام الجمهور بلا موسيقى.

## النشاط السياسي
تُعرف نسرين الصفتي ووالدتها بمناصرتهما للقضية الفلسطينية، وقد سبق أن اعتُقلتا لفترة وجيزة في غزة سنة 2008 بعد تسللهما من مصر عبر الحدود حاملتين أموالًا قامتا بجمعها في أيرلندا لصالح المدنيين الفلسطينيين.